# Dłużec Wielki
Dłużec Wielki (deutsch Groß Langwalde) ist ein Dorf in der polnischen Woiwodschaft Ermland-Masuren. Es gehört zur Gmina Korsze (Stadt- und Landgemeinde Korschen) im Powiat Kętrzyński (Kreis Rastenburg).

## Geographische Lage
Dłużec Wielki liegt in der nördlichen Mitte der Woiwodschaft Ermland-Masuren, 23 Kilometer nordwestlich der Kreisstadt Kętrzyn (deutsch Rastenburg).

## Geschichte
Das vor 1785 Langenwalde und bis 1945 Groß Langwalde genannte Dorf mit einem Vorwerk wurde 1874 in den neu errichteten Amtsbezirk Glaubitten (polnisch Głowbity) eingegliedert, der zum Kreis Rastenburg im Regierungsbezirk Königsberg in der preußischen Provinz Ostpreußen gehörte. Im Jahre 1910 zählte die Landgemeinde Groß Langwalde 93 Einwohner.
Am 30. September 1928 gab Groß Langwalde seine Eigenständigkeit auf und schloss sich mit dem Gutsbezirk Glaubitten (polnisch Głowbity) zur neuen Landgemeinde Glaubitten zusammen.
Als 1945 in Kriegsfolge das gesamte südliche Ostpreußen an Polen überstellt wurde, war auch Groß Langwalde davon betroffen. Das Dorf erhielt die polnische Namensform „Dłużec Wielki“. Heute ist es Sitz eines Schulzenamtes (polnisch Sołectwo), in das auch die Nachbarorte Głowbity (Glaubitten), Krzemity (Kremitten) und Sarkajmy (Scharkheim) eingeschlossen sind. Es bildet eine Ortschaft im Verbund der Stadt- und Landgemeinde Korsze (Korschen) im Powiat Kętrzyński (Kreis Rastenburg), bis 1998 der Woiwodschaft Olsztyn, seither der Woiwodschaft Ermland-Masuren zugehörig. Im Jahre 2011 zählte Dłużec Wielki 47 Einwohner.

## Kirche
Bis 1945 war Groß Langwalde in die evangelische Kirche Leunenburg (polnisch Sątoczno) in der Kirchenprovinz Ostpreußen der Kirche der Altpreußischen Union sowie in die katholische Kirche Sturmhübel (polnisch Grzęda) im Bistum Ermland eingepfarrt.
Heute gehört Dłużec Wielki katholischerseits zur Pfarrei Łankiejmy (deutsch Langheim) im jetzigen Erzbistum Ermland sowie evangelischerseits zur Pfarrei Kętrzyn (Rastenburg) mit den Filialkirchen Barciany (Barten) und Bartoszyce (Bartenstein) in der Diözese Masuren der Evangelisch-Augsburgischen Kirche in Polen.

## Verkehr
Dłużec Wielki liegt nördlich der Ost-West-Woiwodschaftsstraße 592 und ist von ihr von Korsze (Korschen) aus sowie von Kowalewo Małe (Wotterkeim) aus zu erreichen. Von Norden her kommt eine Nebenstraße, die von Prosna (Prassen) nach hier führt.
Eine Anbindung an den Bahnverkehr besteht nicht.